# Wyciszacz transkrypcji
Wyciszacz transkrypcji, silencer, sekwencja wyciszająca – sekwencja DNA, która hamuje transkrypcję informacji genetycznej. Sekwencje wyciszające umiejscowione są w niektórych sekwencjach wzmacniających i przyczyniają się do ograniczania ekspresji genów w pewnych typach komórek. Przykładem silencera jest sekwencja w obrębie wzmacniacza genu kodującego łańcuch lekki ϰ immunoglobulin (Lϰ), zlokalizowana przed miejscem wiążącym białko NF-ϰB. Ma być ona odpowiedzialna za blokowanie działania wzmacniacza w komórkach innych niż limfocyty B.